# Torchiarolo
Torchiarolo – miejscowość i gmina we Włoszech, w regionie Apulia, w prowincji Brindisi.
Według danych na rok 2004 gminę zamieszkiwały 5082 osoby, 158,8 os./km².